# Эшкрофт, Ричард
Ри́чард Пол Э́шкрофт (англ. Richard Paul Ashcroft; 11 сентября 1971) — английский рок-музыкант и автор песен.
Наиболее известен как вокалист, ритм-гитарист и лидер британской рок-группы The Verve, в которой он работал начиная с 1989 года. После распада группы в 1999 году Эшкрофт начинает сольную карьеру, выпускает альбомы Alone with Everybody (2000), Human Conditions (2002), Keys to the World (2006). C 2007 группа воссоединилась в прежнем составе, но в 2009 году The Verve вновь распались, и Эшкрофт вернулся к сольному творчеству.

## Биография

### Ранние годы
Ричард Эшкрофт родился 11 сентября 1971 года в городе Уиган в центральной части Англии. Он был первенцем и единственным сыном в семье офисного клерка Фрэнка и парикмахера Маргарет, после него на свет появились Виктория и Лора. Когда Эшкрофту было 11, его отец внезапно умер от инсульта, и вскоре Ричард «попал под влияние своего отчима» (который, к слову, состоял в Ордене Розенкрейцеров).
Эшкрофт посещал среднюю школу городка Ап-Холланд (Up Holland High School), наряду с будущими музыкантами The Verve Саймоном Джонсом, Питером Солсбери и Саймоном Тонгом, а затем поступил в колледж Уинстэнли (Winstanley), где повстречал Ника Маккейба. Почти все его преподаватели не очень лестно отзывались о нём, хотя один из них называл его «невероятно интеллектуальным».
В юношестве Эшкрофт сильно увлекался футболом, тренируясь и играя за «Уиган Атлетик». Какое-то время он даже хотел стать профессиональным футболистом, но по мере того, как взрослел, он терял интерес к футболу, начиная всё больше и больше интересоваться музыкой: «Я играл за школьную команду и пошел в футбольную школу Бобби Чарльтона. Я жил для футбола и „Манчестер Юнайтед“, но потерял интерес. От нас хотели, чтобы мы играли в чемпионате, но я просто хотел быть Джорджем Бестом» (из интервью с Ричардом Эшкрофтом в январе 1997 года).

### The Verve
Эшкрофт сформировал The Verve (первоначально просто Verve) в 1990 году с Маккейбом, Джонсом и Сейлсбури. Группа заключила договор с Hut Records и стала известной из-за пристрастий как к психоделической музыке, так и к наркотикам. Они также стали частью музыкального направления Britpop. После записи и коммерческого неуспеха альбома A Nothern Soul в 1995 году группа распалась, а Эшкрофт намеревался записать свой первый сольный альбом. Однако к 1996 году он передумал и не просто заново собрал прежний коллектив, но и пригласил нового участника — Саймона Тонга (клавишные). В 1997 году обновлённый состав The Verve выпускает очень успешный альбом Urban Hymns. Эшкрофт оказался в центре популярности группы, получив Ivor Novello Award за написание песен и ссылки прессой как «несомненное лицо рок-команды № 1 в Англии». Однако жёсткий график разнообразных турне и выступлений, а также напряженных отношений внутри группы привели в середине 1998 года к уходу Маккейба и объявлению о распаде группы в апреле 1999.
В начале 2007, Эшкрофт помирился с Маккейбом и Джонсом, и в июне того же года The Verve объявили о воссоединении. Какое-то время группа перепевала свои старые песни и совершила небольшое турне, выступая как хедлайнеры на нескольких фестивалях. В августе 2008 года бы выпущен новый альбом «Forth».
В августе 2009 в газете «The Guardian» было объявлено, что The Verve снова разошлись (уже в третий раз).

### United Nations of Sound
В январе 2010 г. Ричард Эшкрофт в интервью журналу New Musical Express, сообщил о создании своей новой группы, получившей название United Nations of Sound. Выпуск дебютного альбома, по словам Эшкрофта, запланирован на конец марта 2010 года., но вышел в  июле и насчитывал 12 треков.

## Дискография

### Альбомы

#### Студийные альбомы
| Название                    | Данные | Позиции в чартах | Позиции в чартах | Позиции в чартах | Позиции в чартах | Позиции в чартах | Позиции в чартах | Позиции в чартах | Позиции в чартах | Позиции в чартах | Позиции в чартах | Награды                      |  |
| Название                    | Данные | UK               | AUT              | FRA              | GER              | ITA              | IRL              | NL               | NZ               | SWI              | US               | Награды                      |  |
| --------------------------- | --- | ---------------- | ---------------- | ---------------- | ---------------- | ---------------- | ---------------- | ---------------- | ---------------- | ---------------- | ---------------- | ---------------------------- |  |
| Alone with Everybody        | - Released: 26 June 2000 - Label: Hut - Formats: LP, CD, cassette, download                                        | 1                | 18               | 28               | 10               | 4                | 5                | 41               | 26               | 39               | 127              | - BPI: Platinum              |  |
| Human Conditions            | - Released: 21 October 2002 - Label: Hut - Formats: LP, CD, download                                               | 3                | 48               | 67               | 14               | 24               | 11               | –                | –                | 51               | —                | - BPI: Gold                  |  |
| Keys to the World           | - Released: 23 January 2006 - Label: Parlophone - Formats: CD, download                                            | 2                | 7                | 78               | 6                | 11               | 6                | 49               | –                | 7                | —                | - BPI: Platinum - IRMA: Gold |  |
| United Nations of Sound [A] | - Released: 19 July 2010 - Label: Parlophone - Formats: LP, CD, download                                           | 20               | 63               | –                | 49               | –                | –                | –                | –                | 50               | —                |                              |  |
| These People                | - Released: 20 May 2016 - Label: Righteous Phonographic Association - Formats: LP, CD, download                    | 3                | 70               | 97               | 51               | 34               | 17               | 92               | –                | 32               | —                | - BPI: Silver                |  |
| Natural Rebel               | - Released: 19 October 2018 - Label: Righteous Phonographic Association, BMG - Formats: LP, CD, cassette, download | 4                | 71               | —                | 82               | 42               | 18               | —                | —                | 47               | —                |                              |  |

#### EP
| Название         | Детали                                        |
| ---------------- | --------------------------------------------- |
| Live from London | - Released: 24 April 2006 - Formats: download |

### Синглы
| Название                                                                        | Год  | Место в чартах | Место в чартах | Место в чартах | Место в чартах | Место в чартах | Место в чартах | Место в чартах | Место в чартах | Место в чартах | Место в чартах | Альбом                  |
| Название                                                                        | Год  | UK             | AUT            | BEL(WA)        | CAN            | GER            | ITA            | IRL            | NL             | NZ             | SWI            | Альбом                  |
| ------------------------------------------------------------------------------- | ---- | -------------- | -------------- | -------------- | -------------- | -------------- | -------------- | -------------- | -------------- | -------------- | -------------- | ----------------------- |
| "A Song for the Lovers"                                                         | 2000 | 3              | –              | –              | 6              | 82             | 9              | 11             | 83             | 42             | 78             | Alone with Everybody    |
| "Money to Burn"                                                                 | 2000 | 17             | –              | –              | –              | –              | –              | 38             | –              | –              | —              | Alone with Everybody    |
| "C'mon People (We're Making It Now)"                                            | 2000 | 21             | –              | –              | –              | 82             | –              | –              | –              | –              | —              | Alone with Everybody    |
| "Check the Meaning"                                                             | 2002 | 11             | –              | –              | 21             | 94             | 13             | 19             | –              | –              | —              | Human Conditions        |
| "Science of Silence"                                                            | 2003 | 14             | –              | –              | –              | –              | 31             | –              | –              | –              | —              | Human Conditions        |
| "Buy It in Bottles"                                                             | 2003 | 26             | –              | –              | –              | –              | –              | –              | –              | –              | —              | Human Conditions        |
| "Break the Night with Colour"                                                   | 2006 | 3              | 17             | 48             | –              | 45             | 3              | 10             | 90             | –              | 55             | Keys to the World       |
| "Music Is Power"                                                                | 2006 | 20             | –              | –              | –              | –              | 42             | –              | –              | –              | —              | Keys to the World       |
| "Words Just Get in the Way"                                                     | 2006 | 40             | –              | –              | –              | –              | –              | –              | –              | –              | —              | Keys to the World       |
| "Why Not Nothing?" / "Sweet Brother Malcolm"[B]                                 | 2006 | –              | –              | –              | –              | –              | –              | –              | –              | –              | —              | Keys to the World       |
| "Born Again"[A]                                                                 | 2010 | –              | –              | –              | –              | –              | –              | –              | –              | –              | —              | United Nations of Sound |
| "Are You Ready?"[A]                                                             | 2010 | –              | –              | –              | –              | –              | –              | –              | –              | –              | —              | United Nations of Sound |
| "This Is How It Feels"                                                          | 2016 | 42             | –              | –              | –              | –              | 89             | –              | –              | –              | —              | These People            |
| "Hold On"                                                                       | 2016 | 143            | –              | –              | –              | –              | –              | –              | –              | –              | —              | These People            |
| "They Don't Own Me"                                                             | 2016 | 132            | –              | –              | –              | –              | 178            | –              | –              | –              | —              | These People            |
| "Out of My Body"                                                                | 2016 | —              | —              | —              | —              | —              | —              | —              | —              | —              | —              | These People            |
| "These People"                                                                  | 2016 | –              | –              | –              | –              | –              | –              | –              | –              | –              | —              | These People            |
| "—" denotes releases that did not chart or were not released in that territory. |      |                |                |                |                |                |                |                |                |                |                | These People            |

#### Другие релизы
| "The Journey"[C]                                                                | 2009 | н/д                     |
| "Are You Ready?"[D]                                                             | 2010 | United Nations of Sound |
| "—" denotes releases that did not chart or were not released in that territory. |      |                         |

#### Фиты
| "Lonely Soul" (UNKLE, with Ashcroft on vocals)                                  | 1998 | –  | —  | Psyence Fiction |
| "The Test" (The Chemical Brothers, with Ashcroft on vocals)                     | 2002 | 14 | 36 | Come with Us    |
| "—" denotes releases that did not chart or were not released in that territory. |      |    |    |                 |

Notes
- A ^ United Nations of Sound and the singles taken from it were released under Ashcroft's pseudonym "RPA & The United Nations of Sound".
- B ^ Why Not Nothing? / Sweet Brother Malcolm was a limited 7" release.
- C ^ The Journey was a charity single for Helen Bamber Foundation.
- D ^ Are You Ready? was a released as a limited edition UK promo CD and vinyl.

## Личная жизнь
Ричард Эшкрофт женат на экс-клавишнице Spiritualized Кейт Рэдли (англ. Kate Radley). У них два сына — Санни (2000) и Кассиус (2004).
Солисты групп Oasis Лиам Галлахер и Coldplay Крис Мартин — хорошие друзья Эшкрофта. Время от времени он поддерживает их на выступлениях. Композиция Oasis «Cast No Shadow» посвящена Эшкрофту.